# Jin (piosenkarz)
Jin (kor. 진), właśc. Kim Seok-jin (kor. 김석진) (ur. 4 grudnia 1992 w Anyang) – południowokoreański piosenkarz i tekściarz. Jest członkiem boysbandu BTS należącego do wytwórni Big Hit Entertainment.

## Życiorys
Kim Seok-jin urodził się 4 grudnia 1992 r. w Anyang, w Korei Południowej. Ma starszego brata.
Początkowo chciał zostać dziennikarzem, ale po zobaczeniu Kim Nam-gila w Królowej Seondeok postanowił zająć się aktorstwem. Będąc w gimnazjum, dostał propozycję współpracy od agencji SM Entertainment, jednak odrzucił tę ofertę. W związku z zamiarem zostania aktorem, ukończył studia artystyczne i aktorskie 22 lutego 2017 roku na Konkuk University. Następnie zapisał się do Hanyang Cyber University.

## Kariera

### BTS
Jin wszedł do branży muzycznej po tym, jak został zauważony przez agencję Big Hit Entertainment i 12 czerwca 2013 roku zadebiutował z BTS w debiutanckim singlu 2 Cool 4 Skool. W 2016 roku wydał swój pierwszy współprodukowany utwór, solowy singiel z albumu Wings zatytułowany „Awake”, a w grudniu wydał jego świąteczną wersję na platformie SoundCloud.
9 sierpnia 2018 roku ukazało się jego drugie solo, „Epiphany”, jako zwiastun nadchodzącej kompilacji BTS Love Yourself: Answer.
W 2020 roku wydał z BTS swoją trzecią solową piosenkę „Moon” na studyjnym albumie Map of the Soul: 7.

### Praca solowa
Jin współtworzył z członkiem zespołu V piosenkę „It’s Definitely You”, wydaną jako część oryginalnej ścieżki dźwiękowej Hwarang: The Poet Warrior Youth. Wraz z członkiem zespołu Jungkook zaśpiewał alternatywną wersję piosenki „So Far Away” z mixtape’u Agust D.
4 czerwca 2019 roku Jin wydał swoją pierwszą niezależną piosenkę „Tonight” w ramach BTS Festa 2019.
3 grudnia 2020 roku wydał swoją drugą solową piosenkę „Abyss”. Skomponował ją z członkiem zespołu RM.
1 października 2021 roku potwierdzono, że Jin będzie śpiewać piosenkę przewodnią nadchodzącego serialu telewizyjnego Jirisan.
4 grudnia 2021 roku Jin wydał piosenkę „Super Tuna” za darmo na platformach takich jak SoundCloud w ramach prezentu dla swoich fanów z okazji jego 29. urodzin. Utwór szybko stał się viralem, również dzięki wyzwaniu „Super Tuna” na platformie TikTok.
W sierpniu 2022 roku Kim współpracował z Nexon jako specjalny twórca gier dla MapleStory. Projekt został opisany w formie dwuodcinkowego miniserialu, Office Warrior Kim Seok Jin, opublikowanego na kanale YouTube MapleStory Korea.
21 października 2022 roku, „Tonight”, „Abyss” i „Super Tuna” zostały udostępnione w serwisach streamingowych na całym świecie jako oficjalne single pod nazwiskiem Jina. Następnie wszystkie trzy piosenki jednocześnie zajęły pierwsze trzy miejsca w wydaniu World Digital Song Sales z 5 listopada, co czyni Jina trzecim solistą w historii listy, który to zrobił.
28 października 2022 roku, Jin wydał swój debiutancki solowy singiel „The Astronaut”, który napisał wspólnie z brytyjskim zespołem rockowym Coldplay, oraz towarzyszący mu teledysk. Wykonał piosenkę na żywo z zespołem później tego samego dnia w Buenos Aires podczas ich światowej trasy koncertowej Music of the Spheres; program był transmitowany na żywo do kin na całym świecie w ponad 70 krajach. Singiel przyniósł Jinowi pierwszy solowy wpis na liście Billboard Hot 100 pod numerem 51 i trzeci numer jeden na światowej liście przebojów.

## Dyskografia

### Piosenki
| Rok                 | Tytuł                 | Album                 |
| ------------------- | --------------------- | --------------------- |
| jako główny artysta |                       |                       |
| 2016                | „Awake”               | Wings                 |
| 2018                | „Epiphany”            | Love Yourself: Answer |
| 2020                | „Moon”                | Map of the Soul: 7    |
| soundtracki         |                       |                       |
| 2016                | „It’s Definitely You” | Hwarang OST           |
| 2021                | „Yours”               | Jirisan OST           |

### Inne piosenki
| Rok  | Tytuł                    | Format           | Inne informacje                                         |
| ---- | ------------------------ | ---------------- | ------------------------------------------------------- |
| 2013 | „Adult Child”            | Digital download | Z RM i Suga                                             |
| 2016 | „Awake” (Christmas ver.) | Digital download | Świąteczna wersja piosenki „Awake” z albumu Wings       |
| 2017 | „So Far Away”            | Digital download | Reedycja oryginalnego utworu Suga                       |
| 2019 | „Tonight”                | Digital download | Wydana jako część BTS Festa 2019                        |
| 2020 | „Abyss”                  | Digital download | Wydana jako prezent dla fanów z okazji jego 28. urodzin |
| 2021 | „Super Tuna”             | Digital download | Wydana jako prezent dla fanów z okazji jego 29. urodzin |

### Prawa autorskie[23]
| Rok  | Piosenka                    | Artysta | Album                                            |
| ---- | --------------------------- | ------- | ------------------------------------------------ |
| 2013 | „Outro: Circle Room Cypher” | BTS     | 2 Cool 4 Skool                                   |
| 2015 | „Outro: Love Is Not Over”   | BTS     | The Most Beautiful Moment in Life, Part 1        |
| 2015 | „Boyz with Fun”             | BTS     | The Most Beautiful Moment in Life, Part 1        |
| 2016 | „Love Is Not Over”          | BTS     | The Most Beautiful Moment in Life: Young Forever |
| 2016 | „Awake”                     | BTS     | Wings                                            |
| 2019 | „Tonight”                   | Jin     | –                                                |
| 2020 | „Moon”                      | BTS     | Map of the Soul: 7                               |
| 2020 | „In the Soop”               | BTS     | –                                                |
| 2020 | „Stay”                      | BTS     | Be                                               |
| 2020 | „Abyss”                     | Jin     | –                                                |
| 2021 | „Super Tuna”                | Jin     | –                                                |
| 2023 | „The Astronaut”             | Jin     | –                                                |